# NGC 7121
NGC 7121 is een spiraalvormig sterrenstelsel in het sterrenbeeld Waterman. Het hemelobject werd op 3 september 1872 ontdekt door de Franse astronoom Édouard Jean-Marie Stephan.

## Synoniemen
- MCG -1-55-8
- IRAS 21422-0351
- PGC 67287